# Albo d'oro della Japan Soccer League Cup
La pagina elenca le finali della Japan Soccer League Cup, competizione calcisitica giapponese disputata tra il 1973 e il 1991.

## Albo d'oro

### Elenco delle finali
| Stagione | Vincitore                      | Data         | Luogo      | Partita                            | Risultato    | Note        |
| -------- | ------------------------------ | ------------ | ---------- | ---------------------------------- | ------------ | ----------- |
| 1973     | Yanmar Diesel Towa Real Estate | 14 maggio    | Tokyo      | Yanmar Diesel-Towa Real Estate     | 1-1 (d.t.s.) | [ 1 ] [ 2 ] |
| 1976     | Hitachi                        | 14 maggio    | Tokyo      | Eidai-Hitachi                      | 0-1          | [ 3 ]       |
| 1977     | Furukawa Electric              | 25 maggio    | Tokyo      | Yanmar Diesel-Furukawa Electric    | 0-4          | [ 4 ]       |
| 1978     | Mitsubishi Heavy Ind.          | 27 agosto    | Okayama    | Fujita Kogyo-Mitsubishi Heavy Ind. | 0-4          | [ 5 ]       |
| 1979     | Yomiuri                        | 29 luglio    | Osaka      | Yomiuri-Furukawa Electric          | 3-2          | [ 6 ]       |
| 1980     | Nippon Kokan                   | 24 agosto    | Osaka      | Nippon Kokan-Hitachi               | 3-1          | [ 7 ]       |
| 1981     | Toshiba Mitsubishi HI          | 19 luglio    | Utsunomiya | Toshiba-Mitsubishi Heavy Ind.      | 4-4 (d.t.s.) | [ 2 ] [ 8 ] |
| 1982     | Furukawa Electric              | 30 agosto    | Shizuoka   | Furukawa Electric-Yanmar Diesel    | 3-2          | [ 9 ]       |
| 1983     | Yanmar Diesel                  | 26 giugno    | Kōfu       | Yanmar Diesel-Nissan Motors        | 3-2          | [ 10 ]      |
| 1984     | Yanmar Diesel                  | 15 aprile    | Tokyo      | Yanmar Diesel-Toshiba              | 3-0          | [ 11 ]      |
| 1985     | Yomiuri                        | 7 luglio     | Toyohashi  | Yomiuri-Nissan Motors              | 2-0          | [ 12 ]      |
| 1986     | Furukawa Electric              | 13 luglio    | Nagoya     | Nissan Motors-Furukawa Electric    | 0-4          | [ 13 ]      |
| 1987     | Nippon Kokan                   | 19 luglio    | Nagoya     | Sumitomo-Nippon Kokan              | 1-3          | [ 14 ]      |
| 1988     | Nissan Motors                  | 11 settembre | Yokkaichi  | Nissan Motors-Toshiba              | 3-0          | [ 15 ]      |
| 1989     | Nissan Motors                  | 19 settembre | Toyohashi  | Nissan Motors-Yamaha Motors        | 1-0          | [ 16 ]      |
| 1990     | Nissan Motors                  | 2 settembre  | Nagoya     | Nissan Motors-Furukawa Electric    | 3-1          | [ 17 ]      |
| 1991     | Yomiuri                        | 1º settembre | Nagoya     | Honda-Yomiuri                      | 3-4          | [ 18 ]      |

### Titoli per squadra
| Squadra           | Titoli | Edizioni         |
| ----------------- | ------ | ---------------- |
| Yomiuri           | 3      | 1979, 1985, 1991 |
| Nissan Motors     | 3      | 1988, 1989, 1990 |
| Yanmar Diesel     | 3      | 1973, 1983, 1984 |
| Furukawa Electric | 3      | 1977, 1982, 1986 |
| Mitsubishi HI     | 2      | 1978, 1981       |
| Nippon Kokan      | 2      | 1980, 1987       |
| Towa Real Estate  | 1      | 1973             |
| Hitachi           | 1      | 1976             |
| Toshiba           | 1      | 1981             |